# ユーカリが丘 (町丁)
ユーカリが丘（ユーカリがおか）は、千葉県佐倉市の町丁。現行行政地名はユーカリが丘一丁目からユーカリが丘七丁目。郵便番号285-0858。

## 地理
北は井野、北東は青菅、東は小竹、南東は上座、南は南ユーカリが丘、南西は井野、上座、西は西ユーカリが丘に隣接している。

## 世帯数と人口
2017年（平成29年）10月31日現在の世帯数と人口は以下の通りである。
| 丁目               | 世帯数    | 人口    |
| ------------------ | --------- | ------- |
| ユーカリが丘一丁目 | 754世帯   | 1,809人 |
| ユーカリが丘二丁目 | 479世帯   | 1,125人 |
| ユーカリが丘三丁目 | 143世帯   | 372人   |
| ユーカリが丘四丁目 | 1,284世帯 | 2,834人 |
| ユーカリが丘五丁目 | 405世帯   | 921人   |
| ユーカリが丘六丁目 | 216世帯   | 545人   |
| ユーカリが丘七丁目 | 505世帯   | 1,499人 |
| 計                 | 3,786世帯 | 9,105人 |

## 小・中学校の学区
市立小・中学校に通う場合、学区は以下の通りとなる。
| 地域               | 小学校             | 中学校             |
| ------------------ | ------------------ | ------------------ |
| ユーカリが丘一丁目 | 佐倉市立小竹小学校 | 佐倉市立井野中学校 |
| ユーカリが丘二丁目 | 佐倉市立小竹小学校 | 佐倉市立井野中学校 |
| ユーカリが丘三丁目 | 佐倉市立志津小学校 | 佐倉市立井野中学校 |
| ユーカリが丘四丁目 | 佐倉市立小竹小学校 | 佐倉市立井野中学校 |
| ユーカリが丘五丁目 | 佐倉市立小竹小学校 | 佐倉市立井野中学校 |
| ユーカリが丘六丁目 | 佐倉市立小竹小学校 | 佐倉市立井野中学校 |
| ユーカリが丘七丁目 | 佐倉市立井野小学校 | 佐倉市立井野中学校 |

## 施設

### 一丁目
- 佐倉市八街市酒々井町消防組合志津消防署
- ユーカリが丘第一集会所
- 西ヶ作公園
- 小竹原ヶ作公園
- 上座原ヶ作公園

### 二丁目
- 佐倉ユーカリが丘郵便局
- 古山公園
- 萱橋公園

### 三丁目
- 上座西谷津公園
- 萱橋西公園

### 四丁目
- 佐倉市役所ユーカリが丘出張所
- イオンユーカリが丘店
- イオンシネマユーカリが丘
- 上座新山公園
- Youth Theatre Japan（YTJ）

### 五丁目
- 佐倉市立小竹小学校
- 和洋女子大学佐倉セミナーハウス

### 六丁目
- 佐倉警察署ユーカリが丘交番
- ユーカリが丘南公園

### 七丁目
- ユーカリが丘第三集会所
- 井野南作公園
- 外山東公園

## 交通

### 鉄道
- 京成本線
  - ユーカリが丘駅
- 山万ユーカリが丘線
  - ユーカリが丘駅 → 地区センター駅 → 公園駅 → 女子大駅 → （中学校駅） → 井野駅 → 公園駅 → 地区センター駅 → ユーカリが丘駅

### 道路
- 国道
  - 国道296号